# West Brunton
West Brunton var en civil parish från 1866 till 1955 då den blev en del av Woolsington och Hazlerigg, i grevskapet Northumberland (nu Tyne and Wear), i England. Denna civil parish hade 305 invånare år 1951.